# Golden State Warriors 1985-1986
La stagione 1985-86 dei Golden State Warriors fu la 37ª nella NBA per la franchigia.
I Golden State Warriors arrivarono sesti nella Pacific Division della Western Conference con un record di 30-52, non qualificandosi per i play-off.

## Risultati
| Squadra                | V  | P  | %    | GB |
| ---------------------- | -- | -- | ---- | -- |
| Los Angeles Lakers     | 62 | 20 | 75,6 | -  |
| Portland Trail Blazers | 40 | 42 | 48,8 | 22 |
| Los Angeles Clippers   | 32 | 50 | 39,0 | 30 |
| Phoenix Suns           | 32 | 50 | 39,0 | 30 |
| Seattle SuperSonics    | 31 | 51 | 37,8 | 31 |
| Golden State Warriors  | 30 | 52 | 36,6 | 32 |

## Roster
| N° | Naz.                   | Ruolo | Sportivo          | Anno | Alt. | Peso \|\| |
| -- | ---------------------- | ----- | ----------------- | ---- | ---- | --------- |
| 2  | Stati Uniti (bandiera) | C     | Joe Barry Carroll | 1958 | 213  | 102       |
| 4  | Stati Uniti (bandiera) | A     | Greg Ballard      | 1955 | 201  | 98        |
| 7  | Stati Uniti (bandiera) | A     | Peter Thibeaux    | 1961 | 201  | 95        |
| 13 | Stati Uniti (bandiera) | AC    | Larry Smith       | 1958 | 203  | 98        |
| 15 | Stati Uniti (bandiera) | G     | Geoff Huston      | 1957 | 188  | 79        |
| 17 | Stati Uniti (bandiera) | GA    | Chris Mullin      | 1963 | 198  | 91        |
| 20 | Stati Uniti (bandiera) | GA    | Terry Teagle      | 1960 | 196  | 88        |
| 21 | Stati Uniti (bandiera) | G     | Sleepy Floyd      | 1960 | 191  | 77        |
| 32 | Stati Uniti (bandiera) | G     | Lester Conner     | 1959 | 193  | 82        |
| 33 | Stati Uniti (bandiera) | AC    | Jerome Whitehead  | 1956 | 208  | 100       |
| 34 | Stati Uniti (bandiera) | A     | Guy Williams      | 1960 | 206  | 91        |
| 40 | Canada (bandiera)      | C     | Ron Crevier       | 1958 | 213  | 107       |
| 45 | Stati Uniti (bandiera) | GA    | Purvis Short      | 1957 | 201  | 95        |
| 50 | Stati Uniti (bandiera) | A     | Pete Verhoeven    | 1959 | 206  | 98        |

## Staff tecnico
- Allenatore: Johnny Bach
- Vice-allenatore: Bob Zuffelato
- Preparatore atletico: Dick D'Oliva